# Play (álbum de Super Junior)
Play (estilizado como PLAY) é o oitavo álbum de estúdio coreano (nono no geral) do grupo sul-coreano Super Junior, lançado em 6 de novembro de 2017, pela SM Entertainment. O álbum gerou dois singles,  "One More Chance" e "Black Suit", este último sua faixa-título e canção melhor posicionada na parada coreana Gaon Digital Chart. Comercialmente, Play se estabeleceu no topo da Gaon Albums Chart e vendeu mais de 200.000 cópias em sua primeira semana de lançamento, tornando-se seu maior número de vendas em uma primeira semana.
Uma versão de relançamento do álbum, foi lançado em 12 de abril de 2018 sob o título de Replay. Este relançamento gerou o single "Super Duper", lançado previamente como 'um single do projeto SM Station e a faixa-título "Lo Siento" (com participação de Leslie Grace e Play-N-Skillz), que levou o Super Junior a tornar-se o primeiro artista de K-pop a entrar na parada latina de álbuns digitais da Billboard. 
Play marca o retorno dos membros Shindong, Eunhyuk, Donghae e Siwon após o encerramento de seu serviço militar obrigatório. O álbum conta com os vocais de apenas sete membros do Super Junior e apenas seis membros o promoveram formalmente: Leeteuk, Heechul, Yesung, Donghae, Shindong e Eunhyuk. Entretanto, os vocais pertencentes a Kyuhyun e Siwon também podem ser ouvidos no álbum.

## Lista de faixas
| Play – versão "Black Suit" e "One More Chance" |                                      |                                                        | |         |  |
| N.º                                            | Título                               | Letras                                                 | Música | Duração |  |
| 1.                                             | "Black Suit"                         | Lee Seu-ran Jo Yoon-kyung Oh Min-joo Im Jung-hyo ESBEE | Martin Hedegaard Coach & Sendo                                                                            | 3:21    |  |
| 2.                                             | "Scene Stealer"                      | Eunhyuk                                                | Joseph "Joe Millionaire" Foster Davey Nate Prince Chapelle Phillip Guillory MZMC Otha "Vakseen" Davis III | 3:25    |  |
| 3.                                             | "One More Chance" (비처럼 가지 마요) | Donghae JDUB Eunhyuk                                   | Donghae JDUB                                                                                              | 4:15    |  |
| 4.                                             | "Good Day for a Good Day"            | Jo Yoon-kyung Park Sung-hee Eunhyuk                    | Didrik Thott Josef Melin Chris Meyer                                                                      | 3:05    |  |
| 5.                                             | "Runaway"                            | Shin Agnes                                             | Onestar Choo Dae-gwan Jeok-jae                                                                            | 3:26    |  |
| 6.                                             | "The Lucky Ones"                     | Seo Ji-eum Jin-ri                                      | Lee Paul Williams Jörgen Kjell Elofsson Anton Martensson                                                  | 3:38    |  |
| 7.                                             | "Girlfriend" (예뻐 보여)             | Lee Seu-ran Eunhyuk                                    | | 3:23    |  |
| 8.                                             | "Spin Up!"                           | Yoon-kyung Heechul Eunhyuk                             | Mike Woods Kevin White Shin-hyuk Cameron Edward Neilson MZMC                                              | 3:09    |  |
| 9.                                             | "Too late" (시간 차)                 | Seo Ji-eum                                             | Cesar Peralta Christopher Golighty Francia Lopez Anthony Lee                                              | 3:30    |  |
| 10.                                            | "I Do" (두 번째 고백)                | Yoda Min Yeon-jae 1wol 8il Heechul                     | Shin-hyuk Jeff Lewis Bae Min-soo Sun Mrey                                                                 | 3:31    |  |
| Duração total:                                 | Duração total:                       | Duração total:                                         | Duração total:                                                                                            | 34:43   |  |

| Play – versão "Pause" |                                                                           |                |                          |         |  |
| N.º                   | Título                                                                    | Letras         | Música                   | Duração |  |
| 11.                   | "愛,태우다" (Shadowless) (Apenas CD) (performado por Super Junior-K.R.Y.) | Seo Ji-eum     | Hwang Chan-hee PJT S2REN | 3:51    |  |
| Duração total:        | Duração total:                                                            | Duração total: | Duração total:           | 38:34   |  |

| Replay – edição padrão |                                                                |                                                                  | |         |  |
| N.º                    | Título                                                         | Letras                                                           | Música | Duração |  |
| 1.                     | "Lo Siento" (com participação de Leslie Grace e Play-N-Skillz) | Kenzie Heechul Eunhyuk Mario Caceres Yasmil Marrufo Leslie Grace | Daniel "Obi" Klein Charli Taft Andreas Oberg Juan "Play" Salinas Oscar "Skillz" Salinas Play N Skillz     | 3:46    |  |
| 2.                     | "Black Suit"                                                   | Lee Seu-ran Jo Yoon-kyung Oh Min-joo Im Jung-hyo ESBEE           | Martin Hedegaard Coach & Sendo                                                                            | 3:21    |  |
| 3.                     | "Scene Stealer"                                                | Eunhyuk                                                          | Joseph "Joe Millionaire" Foster Davey Nate Prince Chapelle Phillip Guillory MZMC Otha "Vakseen" Davis III | 3:25    |  |
| 4.                     | "Me & U"                                                       | Lee Woo-jin Song Min-joo Cho Yoon-kyung Eunhyuk                  | Jamil "Digi" Chammas Justin Lucas Michael (M.BRONX) SanFilippo Anthony Pavel MZMC                         | 3:21    |  |
| 5.                     | "One More Chance" (비처럼 가지 마요)                           | Donghae JDUB Eunhyuk                                             | Donghae JDUB                                                                                              | 4:15    |  |
| 6.                     | "Good Day for a Good Day"                                      | Jo Yoon-kyung Park Sung-hee Eunhyuk                              | Didrik Thott Joseph Melin Chris Meyer                                                                     | 3:05    |  |
| 7.                     | "Runaway"                                                      | Shin Agnes                                                       | Onestar Choo Dae-gwan Jeok-jae                                                                            | 3:26    |  |
| 8.                     | "Super Duper"                                                  | Team One Sound Leeteuk                                           | Team One Sound Leeteuk                                                                                    | 3:14    |  |
| 9.                     | "The Lucky Ones"                                               | Seo Ji-eum Jin-ri                                                | Lee Paul Williams Jörgen Kjell Elofsson Anton Martensson                                                  | 3:38    |  |
| 10.                    | "Girlfriend" (예뻐 보여)                                       | Lee Seu-ran Eunhyuk                                              | DAVII | 3:23    |  |
| 11.                    | "Hug" (안아줄게)                                               | Ye-sung Min Yeon-jae                                             | Yesung Phenomenote Kwon Doctor                                                                            | 3:46    |  |
| 12.                    | "Spin Up!"                                                     | Jo Yoon-kyung Heechul Eunhyuk                                    | Mike Woods Kevin White Shin-hyuk Cameron Edward Neilson MZMC                                              | 3:09    |  |
| 13.                    | "Too late" (시간 차)                                           | Seo Ji-eum                                                       | Cesar Peralta Christopher Golighty Francia Lopez Anthony Lee                                              | 3:30    |  |
| 14.                    | "I Do" (두 번째 고백)                                          | Yoda Min Yeon-jae 1wol 8il Heechul                               | Shin-hyuk Jeff Lewis Bae Min-soo Sun Mrey                                                                 | 3:31    |  |
| Duração total:         | Duração total:                                                 | Duração total:                                                   | Duração total:                                                                                            | 48:50   |  |

| Replay – versão digital |                                        |                                                                  | |         |  |
| N.º                     | Título                                 | Letras                                                           | Música                                                                                                | Duração |  |
| 15.                     | "Lo Siento" (com participação de Kard) | Kenzie Heechul Eunhyuk Mario Caceres Yasmil Marrufo Leslie Grace | Daniel "Obi" Klein Charli Taft Andreas Oberg Juan "Play" Salinas Oscar "Skillz" Salinas Play N Skillz | 3:46    |  |
| Duração total:          | Duração total:                         | Duração total:                                                   | Duração total:                                                                                        | 52:43   |  |

## Desempenho nas paradas musicais

### Posições semanais
| Paradas (2017)                        | Melhor posição |
| ------------------------------------- | -------------- |
| Coreia do Sul – Gaon Album Chart      | 1              |
| Estados Unidos – Billboard Global 200 | 3              |

### Posições de fim-de-ano
| Parada (2017)                    | Melhor Posição |
| -------------------------------- | -------------- |
| Coreia do Sul – Gaon Album Chart | 16             |
| Parada (2018)                    | Melhor posição |
| Coreia do Sul – Gaon Album Chart | 41             |

## Histórico de lançamento
| Região        | Data                   | Edição              | Formato             | Gravadora       | Ref.   |
| ------------- | ---------------------- | ------------------- | ------------------- | --------------- | ------ |
| Coreia do Sul | 6 de novembro de 2017  | Play                | CD download digital | SM Genie Iriver | [ 14 ] |
| Coreia do Sul | 29 de novembro de 2017 | Play (Pause ver.)   | CD download digital | SM Genie Iriver | [ 15 ] |
| Coreia do Sul | 12 de abril de 2018    | Replay              | CD download digital | SM Genie Iriver | [ 9 ]  |
| Coreia do Sul | 24 de abril de 2018    | Replay (Kihno ver.) | CD download digital | SM Genie Iriver | [ 16 ] |
| Mundo         | 6 de novembro de 2017  | Play                | Download digital    | SM SJ Label     | [ 17 ] |
| Mundo         | 12 de abril de 2018    | Replay              | Download digital    | SM SJ Label     | [ 18 ] |